# Paraleucophenga invicta
Paraleucophenga invicta är en tvåvingeart som först beskrevs av Walker 1856.  Paraleucophenga invicta ingår i släktet Paraleucophenga och familjen daggflugor. Inga underarter finns listade i Catalogue of Life.